# Dora Gad
Dora Gad (hebreo דורה גד); (Câmpulung, Imperio austrohúngaro, 6 de agosto de 1912 - 31 de diciembre de 2003) fue una diseñadora de interiores israelí, cuyo trabajo tuvo una influencia significativa en el desarrollo de la arquitectura israelí moderna.

## Biografía
Dora Siegel (más tarde Gad) nació en Câmpulung, Imperio austrohúngaro (actualmente Rumania). Creció en la casa de su abuelo y asistió a la escuela hebrea y a una escuela estatal. Entre 1930 y 1934 estudió en la Technische Universität de Viena y se licenció en ingeniería y arquitectura. Allí conoció a su futuro esposo, Heinrich Yehezkel Goldberg, estudiante de arquitectura. Se casaron en 1936, emigraron a Eretz Israel y se establecieron en Tel Aviv. En 1959 se casó con Ephraim Ben-Artzi, ex general y figura pública.

## Carrera de diseño de interiores
Gad comenzó su carrera en la oficina del arquitecto Oskar Kaufmann y en 1938 comenzó a trabajar de forma independiente. En 1942 comenzó a diseñar apartamentos privados junto con su esposo. Su estilo era ligero y moderno, proyectado al gusto local; mucha iluminación, y materiales de construcción de la zona. Gad incorporó telas disponibles localmente, alfombras de lana, tejidos, paja y fieltro en sus diseños. Su estilo la diferenció de muchos arquitectos de la época, que mantuvieron estilos arquitectónicos más europeos.
En la década de 1950, la pareja ya eran destacados diseñadores de interiores en Israel. Estuvieron involucrados en la planificación de muchos edificios e instituciones gubernamentales.
Después de la muerte de Yehezkel Gad en 1958, Gad estableció una sociedad con Arieh Noy, un empleado de su oficina. La firma Gad-Noy continuó trabajando en proyectos gubernamentales, y fue responsable, en 1965, del diseño del Museo de Israel, junto con el arquitecto Al Mansfeld, y en 1966, del diseño interior del edificio de la Knesset.
La firma Gad-Noy funcionó hasta 1976. Gad continuó trabajando de forma independiente tanto en el sector público como en el privado hasta su muerte, en 2003.

## Proyectos notables
- La residencia del primer ministro (Jerusalén, 1950)
- La residencia del Ministro de Relaciones Exteriores (Jerusalén, 1950)
- Los hoteles de lujo Sharon[4] (1953) y Accadia (Herzliya, 1955)
- La Biblioteca Nacional de Israel (Jerusalén, 1956)
- Embajadas de Israel en Washington D. C. y Ankara
- Las oficinas de Nueva York de El Al, la compañía de bandera (Nueva York, 1956 y Londres, 1959)
- El Edificio de administración de la empresa Zim, la naviera nacional, (junto con la firma Mansfeld-Weinraub, 1955-1975)
- El diseño interior del edificio del Parlamento israelí, la Knesset (Jerusalén, 1958-1966), como parte de un equipo de arquitectos (Joseph Klarwein, Shimon Powsner, Dov Karmi, Ram Karmi, Bill Gillitt)[5]
- Los hoteles Hilton de Tel Aviv (1965)[6][7] y el Hilton de Jerusalén (1974)
- La terminal El Al del aeropuerto Kennedy de Nueva York (1970 y 1974)
- El Aeropuerto Internacional Ben Gurion (1973)
- El Banco de Israel (Jerusalén, 1980)
- La residencia presidencial en Komemiyut, Jerusalén (1984-1985)

## Premios y distinciones
- En 1966, Gad ganó el Premio Israel de Arquitectura.[8][9]
- También en 1966, recibió el premio de diseño Regulo D'Oro de la revista Domus por su plan de unidades modulares de hormigón.[10]